# Сливово (Габровська область)
Сли́вово (болг. Сливово) — село в Габровській області Болгарії. Входить до складу общини Трявна.

## Населення
За даними перепису населення 2011 року у селі проживали 0 осіб.
Динаміка населення: